# Josip Rus
Josip Rus (pseudonym Andrej; 16. března 1893, Bled – 15. září 1985, Lublaň) byl slovinský právník a politik.

## Životopis
Narodil se v Bledu, v letech 1911–1914 studoval práva ve Vídni, která ale dokončil až v roce 1921 na Univerzitě v Lublani. Po získání praxe vykonával funkci soudce v Brdu pri Lukovici, Gornje Radgoni a Višnje Goře. Od května 1934 byl soudcem okresního soudu v Lublani. Kromě toho studoval filosofii se zaměřením na vztah práva a etiky.
Na ustavujícím zasedání Osvobozenecké fronty v roce 1941 zastupoval slovinské Sokoly. Byl zvolen předsedou sekretariátu výkonného výboru Osvobozenecké fronty a tuto funkci vykonával až do ledna 1943, kdy se stal předsedou samotného výkonného výboru. V lednu 1944 byl na osvobozeném ostrově Vis, kde působil v předsednictvu AVNOJe.
Po druhé světové válce vykonával různé politické a veřejné funkce na úrovni Slovinska i federace.